# Борьба (газета)
«Борьба» — ежедневная большевистская легальная газета; выходила в Москве с 27 ноября (10 декабря) по 6 (19) декабря 1905 года (вышло 9 номеров). Газета издавалась тиражом 10 000 экземпляров. «Борьба» сыграла значительную роль в большевистской революционной борьбе, в частности в подготовке Декабрьского вооруженного восстания 1905 года.
Газета издавалась литературно-лекторской группой Московского комитета РСДРП. Фактическим главным редактором был И. И. Скворцов-Степанов. В редакцию также входили М. Н. Покровский, Н. А. Рожков, В. А. Десницкий.
Постоянными рубриками газеты были: «Рабочее движение», «Профессиональное движение», «Обзор печати», «Хроника», «Телеграммы», «Провинция». В первом номере газеты был напечатан рассказ Максима Горького «И ещё о чорте». В № 7 было помещено обращение ЦК РСДРП «К созыву IV съезда РСДРП». В № 9 было опубликовано воззвание Московского Совета рабочих депутатов и Московского комитета РСДРП «Ко всем рабочим, солдатам и гражданам», которое содержало призывы к забастовке и вооружённому восстанию. После этого газета была запрещена Московской судебной палатой.